# Fiori rosa fiori di pesco/Il tempo di morire
Fiori rosa fiori di pesco/Il tempo di morire è l'ottavo singolo da interprete di Lucio Battisti, pubblicato in Italia nel 1970.

## Tracce
Lato A
Testi di Mogol, musiche di Lucio Battisti.
1. Fiori rosa fiori di pesco – 3:14

Lato B
Testi di Mogol, musiche di Lucio Battisti.
1. Il tempo di morire – 5:38

## Brani

### Fiori rosa fiori di pesco
Con il singolo Fiori rosa fiori di pesco, Lucio Battisti partecipò al Festivalbar 1970 vincendo per la seconda volta in consecutiva.
Il protagonista del testo desidera ancora la donna che ha lasciato, rendendosi conto di non poter vivere senza di lei («da solo non riuscivo a dormire perché / di notte ho ancor bisogno di te»), ma tentando di tornare disperatamente nella sua vita («posso stringerti le mani? / Come sono fredde tu tremi, / no, non sto sbagliando mi ami, / dimmi che è vero») scopre che il suo posto è stato preso da un altro uomo. Dopo aver realizzato di aver agito senza pensare, si scusa con entrambi.

#### Formazione[7]
- Lucio Battisti – voce, chitarra acustica
- Flavio Premoli – tastiera
- Dario Baldan Bembo – organo
- Franco Mussida – chitarra acustica
- Andrea Sacchi – chitarra elettrica
- Giorgio Piazza – basso
- Franz Di Cioccio – batteria
- 4+4 di Nora Orlandi – cori

#### Cover
- Rose Villain insieme a Chiello nel 2025 al Festival di Sanremo nella serata dedicata alle cover.

### Il tempo di morire
Il tempo di morire, noto impropriamente anche come Motocicletta, è un brano dalle sonorità marcatamente rhythm and blues e rock e gode di una discreta popolarità tra il repertorio di Battisti.
Il protagonista del testo è un ragazzo giovane, semplice ed ingenuo (un carattere ricorrente nei testi di Mogol di quel periodo, quasi una maschera fissa) che, innamorato di una donna che già ama un altro, non riesce ad accettare l'impossibilità del loro amore e le chiede di passare una notte di sesso con lei. Per tentare di convincerla, il ragazzo le offre la sua motocicletta cromata e poi addirittura le dice «prendi tutto quel che ho», perché è convinto che quell'esperienza sarebbe sufficiente a placare la propria disperazione (riferendosi alla sua adorata motocicletta, dice «mi costa una vita / per niente la darei / ma ho il cuore malato / e so che guarirei»). L'interpretazione vocale di Battisti accentua la disperazione e l'ossessione quasi maniacale del protagonista.
Quando Mogol scrisse di una motocicletta «10 hp, tutta cromata» intendeva dare l'idea di una moto di grande valore, e si accorse solo più tardi che in realtà 10 cavalli sono la potenza di un mezzo molto modesto.

#### Il significato di "morire"
Nel testo (oltre che nel titolo stesso) si fa un uso apparentemente improprio del verbo "morire", che a prima vista appare fuori luogo e insensato:
fra le tue braccia così

domani puoi dimenticare… domani,

ma adesso, adesso dimmi di sì!»
L'interpretazione letterale non si adatta al significato generale del testo (tra le braccia della ragazza il protagonista vuole fare sesso, non certo morire). Nel "morire", in realtà, si deve leggere un riferimento al fine ultimo del protagonista, ossia il raggiungimento dell'orgasmo.
Gianfranco Manfredi, nel suo saggio del 1979 su Lucio Battisti, ha individuato l'uso di "morire" al posto di "avere un orgasmo" come l'espressione di uno dei temi ricorrenti della poetica di Mogol, ossia il rapporto tra l'orgasmo e la morte. Lo stesso tema si manifesta nello stesso modo in molti altri testi di Mogol, ad esempio Dieci ragazze, Dio mio no, Emozioni, eccetera.

#### Altre versioni
- Marina Arcangeli ha realizzato una cover di questo brano nel 1981, inserita nell'album Via.
- Il complesso rock italiano Litfiba ha realizzato una cover di questo brano nel 1990, che fu successivamente inserita nella loro raccolta Sogno ribelle e fu anche inclusa nell'antologia Innocenti evasioni 2006, inoltre il gruppo l'ha anche suonata Live in occasione del loro Pirata Tour '90.
- Il cantautore Vasco Rossi si è esibito dal vivo al Mugello con questa canzone in occasione di una tappa del Nessun pericolo per te tour del 1996, inserendo poi questa traccia nell'album Tracks 2 - Inediti & rarità del 2009.
- Il cantante Dave Electric fece una cover e ne cambiò il titolo in "Take you to heaven"
- Il gruppo ANTURA propone una cover riarrangiata di questo brano alla fine di ogni loro concerto per salutare il pubblico.
- Nel 1972, a Teatro 10 (programma condotto da Alberto Lupo e Mina), Lucio Battisti e Mina propongono una versione live di questo brano, incluso in un medley di canzoni dello stesso Battisti (anche brani scritti dal duo Battisti - Mogol per Mina), in quello che sarà il duetto storico più bello della televisione italiana. Nel 2018 la Tigre di Cremona ne fa una personale versione in chiave Jazz, inserita nel cofanetto Paradiso (Lucio Battisti Songbook). Una raccolta di 30 brani, tra cover e canzoni scritte per lei, più due cover inedite (Il tempo di morire e Vento nel vento). Esce a vent'anni dalla scomparsa del cantautore.
- Nel 2010 Joe Dibrutto incide una versione lounge del brano per l'album Maccaroni soul (Irma, IRM 680 CD).

#### Formazione[7]
- Lucio Battisti: voce, chitarra acustica
- Franco Mussida: chitarra elettrica
- Alberto Radius: chitarra elettrica
- Giorgio Piazza: basso
- Franz Di Cioccio: batteria

## Accoglienza
Il singolo raggiunse il terzo posto della classifica italiana. Fu il 10º singolo più venduto del 1970 in Italia.
| Nº | Settimana         | Posizione |
| -- | ----------------- | --------- |
| 1  | 4 luglio 1970     | 9         |
| 2  | 11 luglio 1970    | 9         |
| 3  | 18 luglio 1970    | 8         |
| 4  | 25 luglio 1970    | 7         |
| 5  | 1º agosto 1970    | 4         |
| 6  | 8 agosto 1970     | 3         |
| 7  | 15 agosto 1970    | 3         |
| 8  | 22 agosto 1970    | 3         |
| 9  | 29 agosto 1970    | 3         |
| 10 | 5 settembre 1970  | 3         |
| 11 | 12 settembre 1970 | 3         |
| 12 | 19 settembre 1970 | 5         |
| 13 | 26 settembre 1970 | 5         |
| 14 | 3 ottobre 1970    | 6         |
| 15 | 10 ottobre 1970   | 8         |